# Lista över svenska affärsbanker med sparbanksstiftelser som ägare
Detta är en lista över svenska affärsbanker med sparbanksstiftelser som ägare, det vill säga en lista över tidigare sparbanker vilka omvandlats bankaktiebolag med sparbanksstiftelser som ägare. Listan innefattar både existerande banker och banker som blivit uppköpta eller sammanslagna, respektive fått nya ägare alternativt uppgått i andra verksamheter. Listan omfattar ej banker som drivs i enlighet med sparbankslagen.

## Omvandlade sparbanker
Verksamheter där huvudmännen delat upp respektive sparbank i  en sparbanksstiftelse och ett bankaktiebolag.
- Bankaktiebolaget: Falkenbergs Sparbank
  - Bildades från Falkenbergs Sparbank år 2025.
  - Ägs av Sparbanksstiftelsen Falkenberg.[1]
  - Webbplats

- Bankaktiebolaget: Sparbanken Alingsås
  - Bildades från Sparbanken Alingsås år 2010.
  - Ägs av Sparbanksstiftelsen Alingsås.[2]
  - Webbplats

- Bankaktiebolaget: Sparbanken Lidköping
  - Bildades från Sparbanken i Lidköping år 2000.
  - Ägs av Sparbanksstiftelsen Lidköping.[3]
  - Webbplats

- Bankaktiebolaget: Sparbanken Skaraborg
  - Bildades från Skaraborgs Läns Sparbank år 2000.
  - Ägs av Sparbanksstiftelsen Skaraborg.[4]
  - Webbplats

- Bankaktiebolaget: Sörmlands Sparbank
  - Bildades från Sörmlands Sparbank år 2022.
  - Ägs av Sparbanksstiftelsen Sörmland.[5]
  - Webbplats

- Bankaktiebolaget: Varbergs Sparbank
  - Bildades från Varbergs Sparbank år 2000.
  - Ägs av Sparbanksstiftelsen Varberg.[6]
  - Webbplats

## Sammanslagningar av tidigare sparbanker
Verksamheter där huvudmän delat upp respektive sparbanker i sparbanksstiftelser och sedan slagit samman de olika bankrörelserna till ett bankaktiebolag.
- Bankaktiebolaget: Swedbank
  - Sammanslagning av Första Sparbanken, Jämtlands Läns Sparbank, Nya Sparbanken, Sparbanken Alfa, Sparbanken Dalarna, Sparbanken Kronan, Sparbanken Norrbotten, Sparbanken Norrland, Sparbanken Skåne, Sparbanken Väst, Upsala Sparbank och bankaktiebolaget Sparbankernas Bank år 1992.
  - Samgående med bankaktiebolaget Föreningsbanken år 1997.
  - Ägs av Sparbanksgruppen (12,7 procent), Sparbanksstiftelser (3,8 procent), Övriga (83,5 procent), per den 28 februari 2025.[7]
  - Tidigare namn: Sparbanken Sverige (1992–1997), Föreningssparbanken (1997–2006).
  - Webbplats

- Bankaktiebolaget: Sparbanken Bergslagen
  - Sammanslagning av Bergslagens Sparbank och Södra Dalarnas Sparbank år 2024.
  - Ägs av Sparbanksstiftelsen Bergslagen (50 procent) och Sparbanksstiftelsen Södra Dalarna (50 procent).[8]
  - Webbplats

- Bankaktiebolaget: Sparbanken Eken
  - Sammanslagning av Almundsryds Sparbank, Göteryds Sparbank, Långasjö Sockens Sparbank, Skatelöv och Västra Torsås Sparbank, Älmeboda Sparbank och Åryds Sparbank år 2007.
  - Ägs av Almundsryds Sparbanksstiftelse, Göteryds Sparbanksstiftelse, Långasjö Sockens Sparbanksstiftelse, Skatelövs och Västra Torsås Sparbanksstiftelse, Åryds Sparbanksstiftelse och Älmeboda Sparbanksstiftelse.[9]
  - Webbplats

- Bankaktiebolaget: Sparbanken Göinge
  - Sammanslagning av Glimåkra Sparbank, Röke Sockens Sparbank, Farstorps Sparbank och Vinslövs Sparbank år 2007.
  - Ägs av Sparbanksstiftelsen Glimåkra, Sparbanksstiftelsen Röke, Sparbanksstiftelsen Farstorp och Sparbanksstiftelsen Vinslöv.[10]
  - Webbplats

- Bankaktiebolaget: Sparbanken Spira
  - Sammanslagning av Tjustbygdens Sparbank och Åtvidabergs Sparbank år 2025.
  - Ägs av Sparbanksstiftelsen Tjustbygden och Sparbanksstiftelsen Åtvidaberg.[11]
  - Webbplats

## Samgående med Swedbank
Verksamheter där huvudmännen delat upp respektive sparbank i en sparbanksstiftelse och ett bankaktiebolag, men där Swedbank bjudits in som delägare för att hjälpa till med att finansiera uppköp av lokala bankkontor. De lokala bankkontoren härstammade antingen från Swedbank självt, eller från den tidigare Föreningsbanken och såldes i samband med samgåendet till Föreningssparbanken 1997. Bakgrunden till att de lokala bankkontoren bytte ägare får sökas i att Swedbank skulle slippa konkurrera direkt med de sparbanker som var deras lokala samarbetspartner, genom att ha bankkontor på samma orter eller inom samma geografiska verkansområde.
- Bankaktiebolaget: Sparbanken Rekarne
  - Bildades från sparbanken Rekarnebanken år 1998.
  - Förvärvade bankkontor från Föreningssparbanken i Eskilstuna år 1998 och Swedbank i Mariefred och Strängnäs år 2008.
  - Ägs av Sparbanksstiftelsen Rekarne (50 procent) och Swedbank (50 procent).[12]
  - Tidigare namn: Eskilstuna Rekarne Sparbank.
  - Webbplats

- Bankaktiebolaget: Sparbanken Sjuhärad
  - Bildades från Borås sparbank år 1998.
  - Förvärvade bankkontor från Föreningssparbanken i Sjuhäradsbygden.
  - Ägs av Sparbanksstiftelsen Sjuhärad (50,5 procent), Swedbank (47,5 procent) och Vinstandelsstiftelsen Sporren (2,0 procent).[13]
  - Tidigare namn: Föreningssparbanken Sjuhärad (1998–2007), Swedbank Sjuhärad (2007–2018).[14]
  - Webbplats

- Bankaktiebolaget: Sparbanken Skåne
  - Bildades från Färs & Frosta Sparbank, Sparbanken 1826 och delar av Sparbanken Öresund.
  - Ägs av Sparbanksstiftelsen Färs & Frosta (26 procent), Sparbanksstiftelsen 1826 (26 procent), Sparbanksstiftelsen Finn (26 procent) och Swedbank (22 procent).[15]
  - Webbplats

- Bankaktiebolaget: Vimmerby Sparbank
  - Bildades från Vimmerby Sparbank år 2001.
  - Ägs av Sparbanksstiftelsen Vimmerby (60 procent) och Swedbank (40 procent).[16]
  - Webbplats

- Bankaktiebolaget: Ölands Bank
  - Bildades från Ölands Sparbank år 1998.
  - Ägs av Sparbanksstiftelsen Öland (51 procent) och Swedbank (49 procent).[17]
  - Tidigare namn: Föreningssparbanken Öland.
  - Webbplats

## Uppköp av Swedbank
- Bankaktiebolaget: Söderhamns Sparbank (1998–2007)
  - Bildades från Söderhamns Sparbank år 1998.
  - Ägdes tidigare gemensamt av Sparbanksstiftelsen Söderhamn (60 procent) och Swedbank  (40 procent).
  - Uppköpt av Swedbank år 2007.[18] Sparbanksstiftelsen finns kvar, men bankverksamheten ingår idag i Swedbank.
  - Webbplats

- Bankaktiebolaget: Sparbanken Öresund (2010–2014)
  - Bildades från Sparbanken Finn och Sparbanken Gripen år 2010.
  - Ägdes tidigare av Sparbanksstiftelsen Finn och Sparbanksstiftelsen Gripen.
  - Uppköpt av Swedbank år 2014. Kontoren i Eslöv, Kävlinge, Lund och Staffanstorp såldes dock till Sparbanken Skåne.[19]